# Muhlenbergia spiciformis
Muhlenbergia spiciformis är en gräsart som beskrevs av Carl Bernhard von Trinius. Muhlenbergia spiciformis ingår i släktet muhlygräs, och familjen gräs. Inga underarter finns listade i Catalogue of Life.